# Carolina Erba
Carolina Erba (Busto Arsizio, 8 de marzo de 1985) es una deportista italiana que compite en esgrima, especialista en la modalidad de florete.
Ganó una medalla de oro en el Campeonato Mundial de Esgrima de 2013 y una medalla de oro en el Campeonato Europeo de Esgrima de 2013, ambas en la prueba por equipos. En los Juegos Europeos de Bakú 2015 obtuvo una medalla de bronce en la prueba por equipos.

## Palmarés internacional
| Campeonato Mundial | Campeonato Mundial | Campeonato Mundial | Campeonato Mundial  |
| Año                | Lugar              | Medalla            | Prueba              |
| ------------------ | ------------------ | ------------------ | ------------------- |
| 2013               | Budapest (Hungría) | Medalla de oro     | Florete por equipos |
| Juegos Europeos    |                    |                    |                     |
| Año                | Lugar              | Medalla            | Prueba              |
| 2015               | Bakú (Azerbaiyán)  | Medalla de bronce  | Florete por equipos |
| Campeonato Europeo |                    |                    |                     |
| Año                | Lugar              | Medalla            | Prueba              |
| 2013               | Zagreb (Croacia)   | Medalla de oro     | Florete por equipos |